# Arab Money
Arab Money è un brano musicale del rapper statunitense Busta Rhymes, estratto come primo singolo dall'album Back on My B.S.. Il brano figura la collaborazione del rapper Ron Browz, che funge anche da produttore per il singolo. Nel brano si parla dell'influenza della ricchezza nel Medio Oriente ed in particolar modo a Dubai, citando nel testo personaggi come Yasser Arafat e Al-Waleed bin Talal. Il brano è stato utilizzato nella colonna sonora del videogioco del 2009 Grand Theft Auto IV.

## Tracce
Digital download
1. Arab Money (Dirty) – 2:47
2. Arab Money (Clean) – 2:47

U.S. Promo CDS
1. Arab Money (Radio) – 2:47
2. Arab Money (Dirty) – 2:47
3. Arab Money (Instrumental) – 2:47
4. Arab Money (Acapella Clean) – 2:37
5. Arab Money (Acapella Dirty) – 2:37

## Classifiche
| Classifica (2008)      | Posizione più alta |
| ---------------------- | ------------------ |
| U.S. Billboard Hot 100 | 86                 |